# Cornelis Verelst
Cornelis Verelst, né en 1667 à Amsterdam et mort en 1734 à Londres, est un peintre de fleurs du XVIIIe siècle originaire des Pays-Bas du Nord.

## Biographie

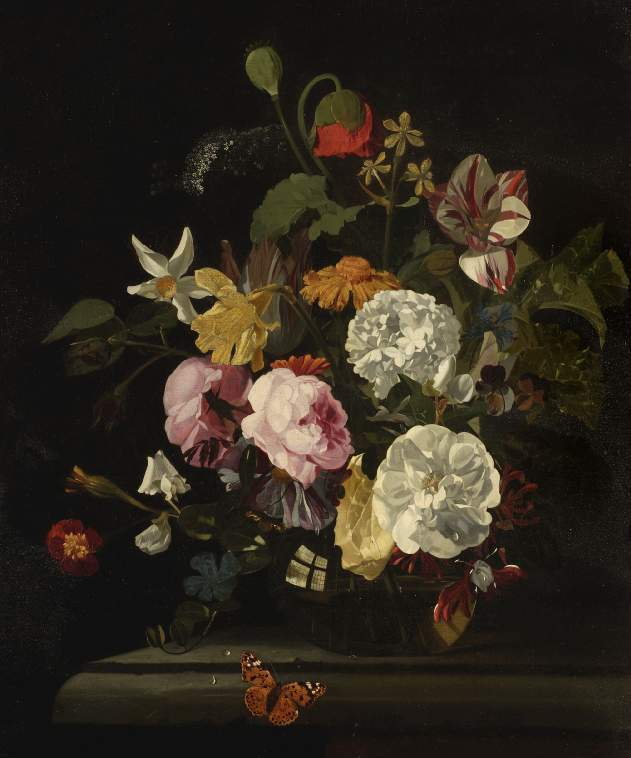
Un vase de fleurs.

Verelst naît en 1667 à Amsterdam. Selon le RKD, il est le fils d'Herman et le frère de Maria Verelst. Il est connu pour ses natures mortes de fleurs à la manière de son oncle Simon Verelst. Il meurt à Londres.

### Arbre généalogique
- Pieter Hermansz Verelst (c. 1618-c. 1678)
  - Simon Verelst (1644-1721)
  - Herman Verelst (1641-1690 ou 1702)
    - Maria Verelst (1680-1744)
    - Cornelis Verelst (1667-1734)
      - William Verelst (1704-1752)

  - John Verelst (1648-1734)